# Asteralobia veronicastrum
Asteralobia veronicastrum är en tvåvingeart som beskrevs av Fedotova 2002. Asteralobia veronicastrum ingår i släktet Asteralobia och familjen gallmyggor. Inga underarter finns listade i Catalogue of Life.